# Лев Троцкий и политика экономической изоляции
«Лев Троцкий и политика экономической изоляции» (англ. Leon Trotsky and the politics of economic isolation) — книга профессора Торонтского университета Ричарда Б. Дэя, вышедшая в издательстве Кембриджского университета в 1973 году. Монография оценивается специалистами как важное исследование экономических взглядов Льва Троцкого. В работе Дэя советские дискуссии 1920-х годов о строительстве социализма, имеющие универсальное значение как источник теоретических моделей для индустриализации развивающихся стран, были рассмотрены с точки зрения экономических отношений РСФСР/СССР с западными странами. Цель автора заключалась в опровержении ряда исторических мифов, которые сложились вокруг программы Троцкого по экономическому развитию Советской России. Согласно ключевому тезису Дэя, противоречия между Иосифом Сталиным и Львом Троцким не были связаны с «социализмом в отдельно взятой стране» и «перманентной революцией»: лидеры большевиков расходились во взглядах на экономическую изоляцию и интеграцию — Троцкий полагал, что для построения социализма необходимо использование западных «технических навыков». Работа Дэя была впервые переведена на русский язык через 40 лет после выхода первого англоязычного издания — в 2013 году.

## Описание
Книга канадского историка из университета Торонто, профессора Ричарда Б. Дэя была опубликована в 1973 году и к началу XXI века оставалась основным исследованием экономических взглядов Льва Троцкого. В работе Дэя советские дискуссии 1920-х годов о строительстве социализма детально рассмотрены с точки зрения экономических отношений РСФСР/СССР с западными странами. Книга делится на две неравные по размеру части: первая («Дилемма экономической изоляции», три главы) обсуждает начало 1920-х годов, рассматриваются проблемы мобилизации труда и эволюция Новой экономической политики; вторая часть («Политика экономической изоляции», пять глав) начинается с анализа лозунга «Социализм в одной стране», продолжается обзором различных альтернатив, предложенных Троцким до его удаления от власти, и заканчивается обсуждением интеграции экономики СССР в мировое хозяйство; в конце также даётся обзор суждений Троцкого о ходе «советского эксперимента».
Научная работа Дэя содержит тщательно подготовленный «аннотационный аппарат», облегчающий её практическое использование. Книга не адресована широкому кругу читателей, а скорее представляет собой узкоспециализированный и комплексный обзор политики и экономики большевистской России, интересный преимущественно специалистам в области советской истории и восточноевропейских отношений.

## Критика

### Противостояние историческим мифам
Профессор Мирон Хедлин из Университета штата Огайо считал, что основной целью автора в данной книге («чрезвычайно интересном исследовании политической дискуссии среди коммунистов об экономической политике 1920-х годов») являлось противостояние ряду исторических мифов, которые окружили программу Троцкого по экономическому развитию страны Советов после Октябрьской революции. Хедлин полагал, что Дэй преуспел в выполнении данной задачи, проделав работу, которая пересматривала ряд важных интерпретаций как личности самого революционера, так и его экономических программ, которые часто считались «пророческими» (см. Трилогия Дойчера):
Борьба за построение социализма была всем делом жизни Троцкого, однако результаты этой борьбы оказались более чем скромными.
Согласно автору, после революции и до 1925 года, отбросив (как не имеющую отношения к текущей ситуации) теорию перманентной революции, Троцкий отдал предпочтение экономической изоляции России — нарком опасался возникновения зависимости от кредитов со стороны капиталистического Запада. Дэю также удалось показать, что даже после того как Троцкий сменил свои экономические воззрения с  изоляционистских на интеграционные, революционер по-прежнему не отвергал возможность построения социализма в одной стране: нарком после 1925 года лишь утверждал, что политическая изоляция Советской России не требовала её экономической изоляции; то есть, что для построения социализма в СССР вполне возможно и даже необходимо использование западных технических навыков (см. «Наша революция»).

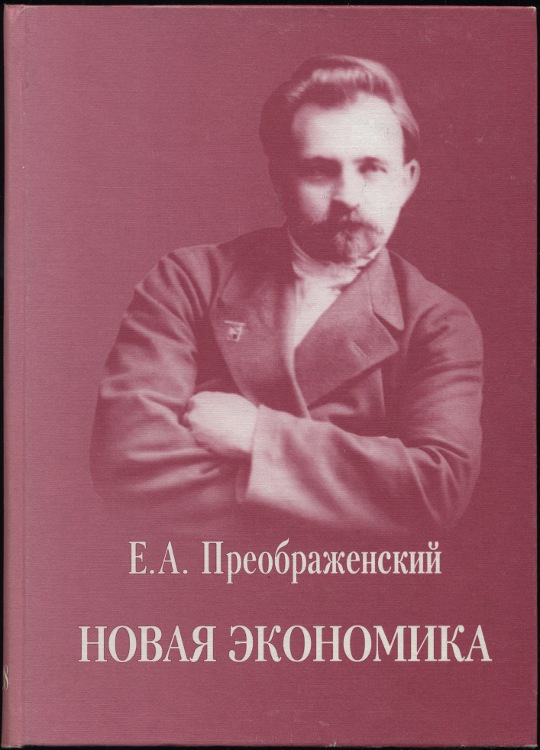
«Новая экономика» Преображенского (2008)

Более того Дэй считал, что интеграционный план Троцкого, способствовавший сбалансированности между легкой и тяжелой промышленностью, никоим образом не совпадал с концепцией Евгения Преображенского (см. книгу «Новая экономика»). Идея Троцкого заключалась в том, что торговля с Европой подготовит путь для последующего сотрудничества СССР с социалистической Европой, а интеграция советской экономики в общемировую будет способствовать мировой революции. Таким образом, после 1925 года Троцкий утверждал только то, что строительство социализма в отдельной, экономически изолированной стране является невыполнимой задачей: строительство же социализма в единственной стране, участвующей в мировой экономике, было, по версии революционера, вполне осуществимо. С этим суждением был согласен и профессор Барух Кней-Пац, писавший, что в «прекрасной» работе Дея основной тезис заключался в том, что противоречия между Сталиным и Троцким не были связаны с социализмом в отдельно взятой стране и перманентной революцией; лидеры большевиков расходились во взглядах по гораздо более непосредственному и практическому вопросу о том, какие конкретные шаги следует предпринять для содействия экономическому подъему и движению в сторону социализма — между экономической изоляцией и экономической интеграцией. Троцкий возражал не социализму в одной стране, а социализму в отдельной стране.

### Недостающие части
Признавая плодовитость Троцкого как теоретика, Дэй отмечал способность наркома совершать самые глупые политические ошибки в самое неподходящее для этого время. По мнению ряда критиков, Дэю, проанализировавшему как огромное количество опубликованных в 1920-х годах материалов, так и архив Троцкого в библиотеке Гарварда, удалось раскрыть и собственные попытки Троцкого создать миф о себе и своих экономических программах. В итоге, по оценке рецензентов, профессор Дэй в своей концентрированной (англ. dense) и хорошо написанной книге бросил вызов историкам 1970-х годов, внеся важный вклад в исследования экономической и политической истории СССР. При этом автор иногда чрезмерно подчеркивал влияние идеологии на политические дебаты, пренебрегая более прагматическими (в том числе и личными) политическими соображениями участников дискуссий. В частности, Дэй вообще не упоминает «ключевую» дискуссию 1926 года, в рамках которой Троцкий, Зиновьев и Каменев попытались привлечь к ответственности Сталина (за фальсификацию наследия Ленина) и, только призвав на помощь партийную организацию, генеральному секретарю удалось принудить своих критиков к молчанию. Иначе говоря, Дэй следует большевистскому афоризму, что «политика есть самое концентрированное выражение экономики».
В отличие от многих западных источников по советской истории, [Дэй] ставит политические вопросы (а не личности) в центр своего внимания. Такой подход дает ему преимущества в понимании советской политики не только как борьбы за личную власть, но как борьбы за власть для реализации одной из политических альтернатив.
Профессор Моше Левин считал, что Дэй предоставил читателям полезный обзор идей Троцкого по экономической политике, но не объяснил отношение Троцкого к НЭПу. У Левина создалось впечатление, что первоначально Троцкий принял НЭП, чтобы уменьшить собственные политические трения с большинством советских коммунистов; и только впоследствии революционер более позитивно оценил новую экономическую стратегию как таковую. Но данные суждения не были доказаны автором. Кроме того, Левин ставил под сомнение утверждение, что Троцкий был сторонником экономической изоляции: нарком никогда не создавал никакой систематической теории изоляции СССР; по версии Левина, он лишь отреагировал на фактическое изолированное состояние единственной страны, в которой установилась диктатура пролетариата.
Профессор Эндрю Дьёрдь отмечал в качестве одного из наиболее интересных моментов в «грустной» книге Дэя описание подхода Троцкого к авторитаризму и милитаризму. Несмотря на то, что сам нарком был «профессиональным гражданским» (англ. professional civilian), он активно настаивал на строгой военной дисциплине: при мобилизации промышленных рабочих РСФСР Троцкий «проповедовал» их перемещение с места на место, публикацию списков дезертиров, создание штрафных подразделений из дезертиров и даже их интернирование в концентрационных лагерях. Таким образом, своей собственной деятельностью в первые годы послереволюционной России Троцкий создал почву для последующего террора 1930-х годов (см. Большой террор).

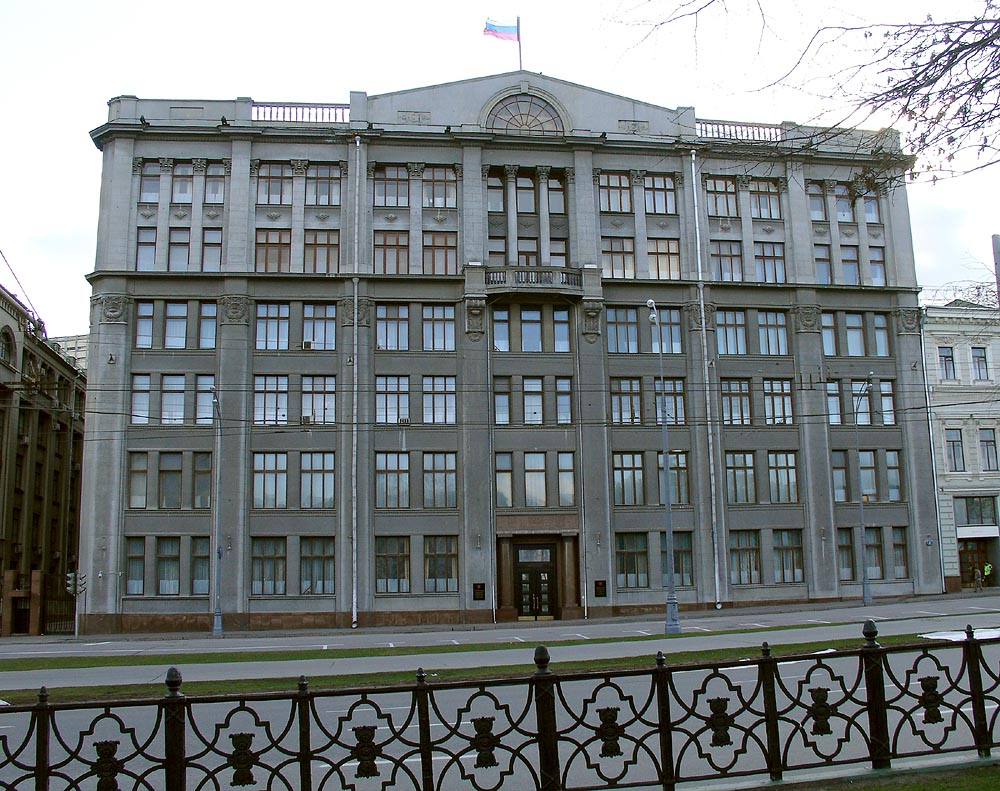
Бывшее здание ЦК КПСС (Москва, 2007), ныне здание Администрации президента России

Книга [Дэя] добавляет некоторые новые и, при том, незаменимые взгляды на то, как старые большевики стремились переделать свой мир.

### Актуальность исследования
Профессор истории в Калифорнийском университете в Ирвайне Кендалл Бейлс считал вопросы о советской экономической политике двадцатых годов, обсуждавшиеся в монографии Дэя, актуальными и в 1970-х: они помогали пониманию Советского Союза, в частности имевшийся в те годы тенденции к расширению внешней торговли и привлечению инвестиций (освоению технологий). Книга Дэя напоминала, что вопрос об экономической изоляции (или большей интеграции с капиталистической экономикой) существовал с первых дней большевистской революции. Полагая, что Брежнев, как и его коллеги по Политбюро ЦК КПСС, были ли бы потрясены мыслью, что они являются последователями взглядов Троцкого (а не Сталина), Бейлс напоминал о «шквале» переговоров и контрактов с западными и японскими фирмами, шедших и заключавшихся в те годы. Бейлс отмечал, что «волну» книг о диктаторах «освежают» работы, в которых реконструируются идеи проигравших политических оппонентов будущих вождей и раскрываются разнообразные альтернативы, обсуждавшиеся до консолидации диктаторской власти в тех или иных руках. Кроме того, экономические дебаты о России 1920-х годов имели универсальное значение и как источник теоретических моделей для индустриализации развивающихся стран, для многих из которых Советский Союз являлся «чем-то вроде прототипа». В дискуссии о внешнеэкономической политике Дэй поднял известные вопросы о том, как развивающаяся страна может получить помощь из «передовых капиталистических государств» — в виде технологий, капитала или в рамках обычной торговли — не ставя под угрозу свою политическую и экономическую самостоятельность.
В частности, Советский Союз того периода предлагает модель полу-развитой страны, которая национализировала все иностранные инвестиции, а затем обнаружила, что ей по-прежнему нужен дополнительный капитал.
Профессор Университета Британской Колумбии Пол Маранц отмечал, что Дэй мог бы «расставить свою сеть» немного шире: дабы включить в книгу более подробное обсуждение мыслей Троцкого (и их соотношение с наследием Карла Маркса). Маранц добавлял, что Дэй четко поставил свою цель и сумел её творчески воплотить, написав  небольшую, лаконичную и крайне полезную книгу для интересующихся историей марксизма, троцкизма, а также СССР и экономикой социализма в целом.
В 1977 году книга профессора Дэя вошла в список «Reading lists in radical political economics».

## Издания и переводы
- Day R. B. Leon Trotsky and the Politics of Economic Isolation. — Cambridge University Press, 1973. — 221 p.
- Day R. B. Leon Trotsky and the Politics of Economic Isolation. — Cambridge University Press, 2004. — 232 p. — (Cambridge Russian, Soviet and Post-Soviet Studies, Vol. 13; Soviet and East European studies). — ISBN 9780521524360. — ISBN 0521524369.
- Дэй Р. Б. Лев Троцкий и политика экономической изоляции / науч. ред. А. А. Белых; пер. с англ. А. В. Белых. — М.: Дело, 2013. — 469, [1] с. — (Экономическая история в прошлом и настоящем / Российская акад. народного хозяйства и гос. службы при Президенте Российской Федерации). — 1000 экз. — ISBN 978-5-7749-0766-3.